# Kappa Island
Kappa Island är en ö i Antarktis. Den ligger i havet utanför Västantarktis, och Argentina, Chile och Storbritannien gör alla anspråk på området.